# George Ogilvie-Forbes
George Arthur Drostan Ogilvie-Forbes (* 6. Dezember 1891 in Edinburgh; † 10. Juli 1954 in Boyndie, Aberdeenshire) war ein britischer Diplomat.

## Leben und Tätigkeit

### Frühes Leben
Ogilvie-Forbes war der Sohn des schottischen Offiziers J.C.M. Ogilvie-Forbes und seiner Frau Christine, geborene Vaughan. Nach dem Besuch der Beaumont-Schule studierte er an der Universität Bonn und am New College der University of Oxford. Spätestens anlässlich des Ausbruchs des Ersten Weltkriegs trat Ogilvie-Forbes in die britische Armee ein, in der er den Rang eines Captains (Hauptmann) bei den Scottish Horse Yeomen erreichte.
Im Ersten Weltkrieg kam Ogilvie-Forbes in Gallipoli, Ägypten und Mesopotamien zum Einsatz. In Mesopotamien fungierte er zeitweise als Adjutant des britischen Oberbefehlshabers an diesem Kriegsschauplatz, General F.S. Maude. 1918 wurde er dem Generalstab des Kriegsministeriums zugeteilt.

### Diplomatische Laufbahn
1919 trat Ogilvie-Forbes in den britischen diplomatischen Dienst ein. Von 1919 bis 1920 wurde er zunächst an den britischen Gesandtschaften in Stockholm und Kopenhagen verwendet. Von 1920 bis 1923 amtierte er als zweiter Sekretär an der britischen Vertretung in Helsinki. In den Jahren 1923 bis 1925 war er im Foreign Office tätig.
1925 wurde Ogilvie-Forbes als 1. Sekretär an der britischen Vertretung in Belgrad eingesetzt. 1927 übernahm er dieselbe Stellung an britischen Gesandtschaft in Mexiko-Stadt. 1932 folgte seine Versetzung als Legationsrat an die britische Vertretung in Bagdad. Von 1930 bis 1932 amtierte Ogilvie-Forbes als Vertreter der britischen Regierung im Vatikan im Rang eines Geschäftsträgers (de facto Gesandter). Von 1932 bis 1935 wurde er als Legationsrat an der britischen Vertretung in Bagdad verwendet.
In den Jahren 1935 bis 1937 war Ogilvie-Forbes an den britischen Vertretungen in Madrid und Valencia eingesetzt. Seit 1937 führte er den Rang eines "Sir".

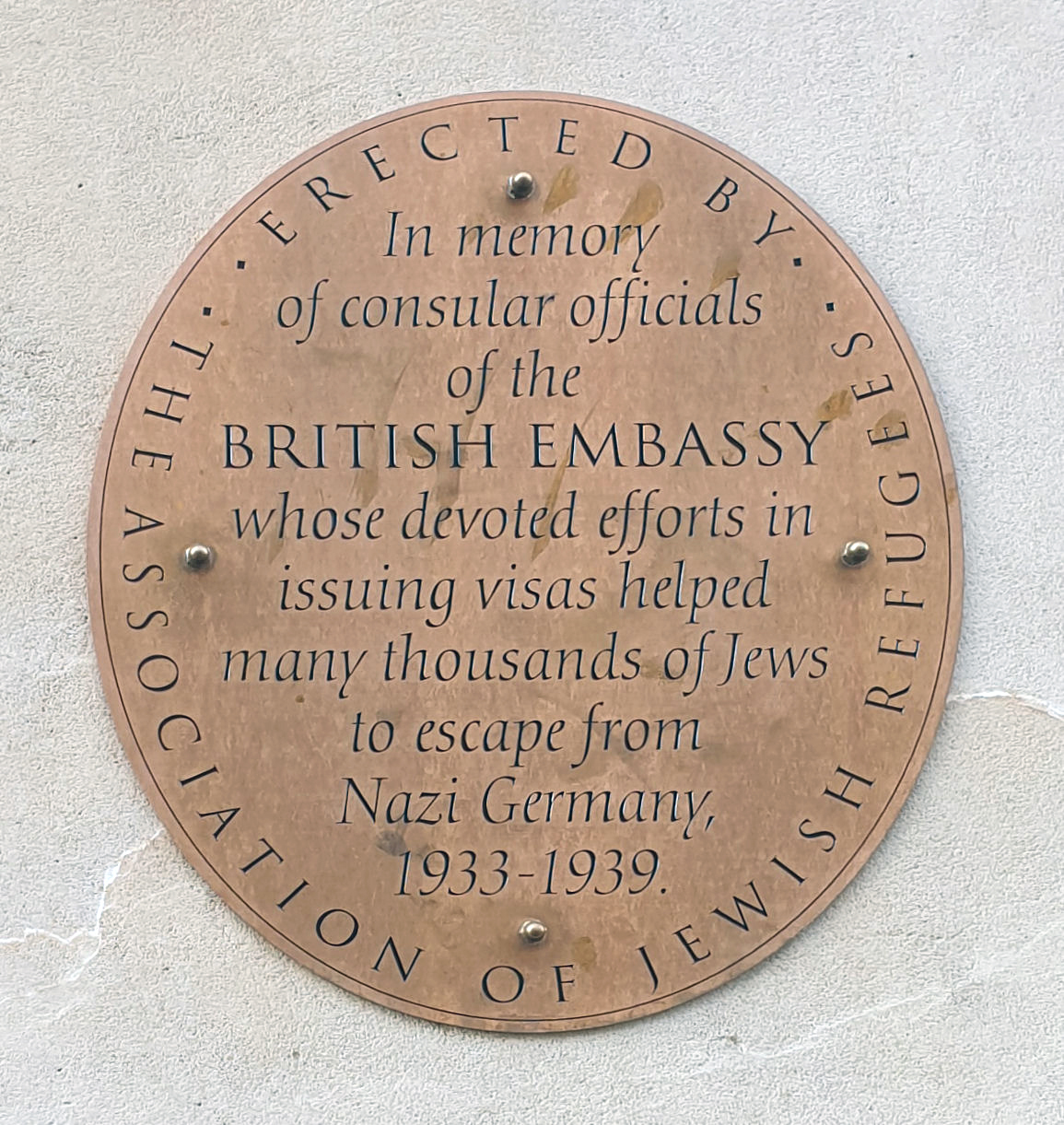
Gedenktafel an der Britischen Botschaft in Berlin-Mitte

Nach einer Verwendung an der britischen Botschaft in Madrid wechselte er Anfang 1937 als Nachfolger des Gesandten Newton als 1. Sekretär an die britische Botschaft in Berlin. Als 1. Sekretär war er der ständige Stellvertreter des Botschafters und damit der zweite Mann in der britischen diplomatischen Vertretung in der deutschen Reichshauptstadt. Nach der Abberufung von Sir Eric Phipps als britischer Botschafter in Berlin im Frühjahr 1937 fungierte Ogilvie-Forbes vom 19. März bis 24. April 1937 als britischer Geschäftsträger in Berlin – d. h., er nahm interimistisch die Aufgaben des Botschafters wahr –, bevor der neue Botschafter Neville Henderson im April seinen Posten antrat. Nachdem Henderson 1938 eine Krebsdiagnose erhielt, und sich von Oktober 1938 bis Februar 1939 zur Behandlung in London aufhielt, nahm Ogilvie-Forbes erneut für eine längere Zeit die Amtsgeschäfte des Botschafters wahr.
Während seiner Tätigkeit in Berlin fertigte Ogilvie-Forbes unter anderem den Bericht seiner Botschaft über die antijüdischen Ausschreitungen in Deutschland vom November 1938 (Reichskristallnacht) an, wobei er – ohne bei seiner Regierung auf Resonanz zu stoßen – davor warnte, dass die Situation der Juden im deutschen Herrschaftsbereich nicht allein ein deutsches, sondern ein Weltproblem sei, das, wenn man sich seiner nicht annähme, das Potenzial in sich trage, in einer furchtbaren Katastrophe zu enden ("contains the seeds of a terrible vengeance").
Im britischen auswärtigen Dienst galt Ogilvie-Forbes als Protegé von Lord Vansittart, dem Staatssekretär des Foreign Office. Seine Auffassungen zum deutschen Staat und zum NS-System standen in scharfen Kontrast zu denen seines Vorgesetzten in Berlin, Henderson, zu dem er in einem gespannten Verhältnis stand: In den Berichten, die er in seiner Eigenschaft als Stellvertreter des Botschafters an den britischen Außenminister Halifax in London schickte, warnte Ogilvie-Forbes in eindringlicher Form vor der von dem NS-Regime ausgehenden Gefahr. Obwohl er der Ansicht war, dass Deutschland mit dem Versailler Vertrag von 1919 eine Ungerechtigkeit zugefügt worden war und seine Ansprüche auf die von deutschen Minderheiten bevölkerten Gebiete der Tschechoslowakei im Prinzip berechtigt waren, hielt er es für verfehlt dem Deutschen Reich irgendwelche politischen Zugeständnisse zu machen, da er überzeugt war, dass die deutsche Regierung ein Nachgeben gegenüber derartigen "legitimen" Ansprüchen letztlich dazu benutzen würde, um eine Grundlage zur effektiveren Durchsetzung von nicht-legitimen weiteren Forderungen zu erzeugen.
In diesem Sinne verwies er in einem Bericht, den er am 6. Dezember 1938 an Halifax schickte auf das 14. Kapitel von Hitlers programmatischer politischer Bekenntnisschrift Mein Kampf, in dem Hitler in detaillierter Weise das außenpolitische Programm darlegt, das er durchzuführen beabsichtigte, wenn er einmal an die Macht gelangt sein würde: Namentlich zunächst 1.) massiv aufzurüsten, dann 2.) die durch den Versailler Vertrag von seinem Gebietskörper abgetrennten Gebiete sowie Österreich und die Sudetengebiete dem Reichsgebiet anzugliedern und sodann 3.) auf dieser Grundlage weiträumige Territorien in Osteuropa, die traditionell nicht von Deutschen besiedelt waren, zu annektieren und dem Gebietsverband des deutschen Reiches einzuverleiben. Da er die ersten zwei Punkte vollzogen hätte, so Ogilvie-Forbes, würde er nicht daran zweifeln, dass Hitler bald zum dritten Punkt übergehen würde: Wie genau dies ablaufen würde, sei unklar. Es sei aber eine Gewissheit, dass die Ziele der Nationalsozialisten auf einer Ebene liegen würden, die "gewaltige Dimensionen" (grandiose scale) einnehmen würde, und dass ihre "finalen Ziele schrankenlos" seien ("there is no limit to their ultimate ambitions".
Aufgrund der von ihm gesammelten Informationen in den politischen Zirkeln der Hauptstadt hielt er einen Versuch der deutschen Machthaber eine von Russland unabhängige Ukraine unter deutscher Hegemonie zu errichten oder dass Deutschland sich zunächst gegen den Westen wenden würde, um Frankreich und England als Gegner zu "liquidieren", bevor diese rüstungsmäßig mit Deutschland gleichziehen könnten, um dann seine ehrgeizigen Ziele im Osten umzusetzen.
Nach der britischen Kriegserklärung an Deutschland am 3. September 1939 verließ Ogilvie-Forbes Deutschland. Er wurde kurz im Foreign Office in London verwendet und dann an die britische Gesandtschaft in Oslo versetzt. Diese musste im April 1940 geräumt werden.
In Deutschland wurde Ogilvie-Forbes derweil von den nationalsozialistischen Polizeiorganen als Staatsfeind eingestuft und im Frühjahr 1940 vom Reichssicherheitshauptamt auf die Sonderfahndungsliste G.B. gesetzt, ein Verzeichnis von Personen, die im Falle einer erfolgreichen Invasion und Besetzung der britischen Inseln durch die deutsche Wehrmacht von den Besatzungstruppen nachfolgenden Sonderkommandos der SS mit besonderer Priorität ausfindig gemacht und verhaftet werden sollten.
1940 wurde Ogilvie-Forbes als Gesandter der britischen Regierung nach Kuba geschickt. Auf diesem Posten blieb er bis 1944. In diesem Jahr wechselte er als britischer Botschafter nach Venezuela. 1948 trat er in den Ruhestand.
1950 wurde Ogilvie-Forbes Mitglied der schottischen Nationalvertretung (Commissioner of the 4th National Assembly of Scotland for the Covenant).

## Familie
Ogilvie-Forbes war seit 1921 mit Clare Hunter verheiratet, mit der er einen Sohn und eine Tochter hatte.